# Андрес Скотті
Андрес Скотті (ісп. Andrés Scotti, нар. 14 грудня 1975, Монтевідео) — уругвайський футболіст, захисник клубу «Насьйональ».
Насамперед відомий виступами за клуби «Рубін» та «Аргентинос Хуніорс», а також національну збірну Уругваю, у складі якої ставав володарем Кубка Америки.

## Клубна кар'єра
Народився 14 грудня 1975 року в місті Монтевідео. Вихованець футбольної школи клубу «Індепендьєнте» (Тринідад).
У дорослому футболі дебютував 1997 року виступами за команду клубу «Сентраль Еспаньйол», в якій провів один рік, після чого перейшов в «Монтевідео Вондерерс».
З 2008 року виступав за кордоном в чилійському «Уачіпато» та мексиканських клубах «Некакса» та «Пуебла», після чого 2001 року повернувся в «Монтевідео Вондерерс».
На початку 2002 року перейшов у столичний «Насьйональ», з яким в першому ж сезоні став чемпіоном Уругваю.
Своєю грою привернув увагу представників тренерського штабу російського «Рубіна», до складу якого приєднався на початку 2003 року. Відіграв за казаньську команду наступні чотири сезони своєї ігрової кар'єри. Більшість часу, проведеного у складі казанського «Рубіна», був основним гравцем захисту команди.
На початку 2007 року уклав контракт з аргентинським клубом «Аргентинос Хуніорс», у складі якого виступав до кінця 2009 року. Граючи у складі «Аргентинос Хуніорс» також здебільшого виходив на поле в основному складі команди.
З 2010 року два сезони захищав кольори команди клубу «Коло-Коло». Тренерським штабом нового клубу також розглядався як гравець «основи».
На початку 2012 року повернувся у «Насьйональ» і знову в першому ж сезоні допоміг клубу виграти чемпіонат країни.

## Виступи за збірну
2006 року дебютував в офіційних матчах у складі національної збірної Уругваю, а вже наступного року в її складі був учасником розіграшу Кубка Америки у Венесуелі. 
В подальшому разом зі збірною ставав півфіналістом чемпіонату світу 2010 року у ПАР та Кубка конфедерацій 2013 року у Бразилії, а також володарем Кубка Америки 2011 року в Аргентині.
Наразі провів у формі головної команди країни 35 матчів, забивши 1 гол.

## Титули і досягнення
- Чемпіон Уругваю (2): 2002, 2011–12
- Володар Кубка Америки (1): 2011